# Ninkaszi
Ninkaszi sumer istennő Sziras istennel együtt a sör istene és a sörfőzők védnöke a mezopotámiai mitológiában. Enki és Nintu leánya, Abzu úrnője. A név jelentése „A szájat megtöltő úrnő”. Több más változatban is előfordul a sumer istenlistákon.
- dNin-KAK.KAŠ-si 𒀭𒊩𒌆𒆕𒁉𒋛
- dNin-ka15kaš-si 𒀭𒊩𒌆𒅗𒁉𒋛
- dNin-ka-si 𒀭𒊩𒌆𒅗𒋛
- dNin-SI.K[A] 𒀭𒊩𒌆𒋛𒅗
- dNin-ka-IŠ 𒀭𒊩𒌆𒅗𒅖
- dNin-ŠIM 𒀭𒊩𒌆𒋆
- dGašan-ka-si 𒀭𒃽𒅗𒋛
- dGa-ša-an-ka-si-a 𒀭𒂵𒊭𒀭𒅗𒋛𒀀
- dGašan-ka-si-ra 𒀭𒃽𒅗𒋛𒊏

Temploma ismert a III. uri dinasztia korabeli Umma és Nippur városokból, az utóbbiban az Ésesszangga, Urban az Éusumgalanna volt a templom neve. Íszínben az Égalmah Ninurtával közös templom. E templom léte alapján azonosíthatták Gula istennővel is, akinek másik neve Niníszína (Íszín Úrnője). Valahol állt egy Érabriri nevű temploma is, talán Babilonban. Egy írnokiskola (édubba) tanulói írhatták a Ninkaszi-himnuszt.
Szirastól született gyermekei Mehus (= a felhevült), Menku (= a szép), Menmete (= a csinos), Kitusgirizal (= a pompás) és Nusiligga (= a kiapadhatatlan).